# Чокто (округ, Оклахома)
Округ Чокто (англ. Choctaw County) располагается в штате Оклахома, США. Официально образован в 1907 году. По состоянию на 2012 год, численность населения составляла 15 182 человека.

## География
По данным Бюро переписи США, общая площадь округа равняется 2074 км2, из которых 2004 км2 суша и 69 км2 или 3,340 % это водоёмы.

## Население
По данным переписи населения 2000 года в округе проживает 15 342 жителя в составе 6 220 домашних хозяйств и 4 285 семей. Плотность населения составляет 8,00 человек на км2. На территории округа насчитывается 7 539 жилых строений, при плотности застройки около 4,00-х строений на км2. Расовый состав населения: белые — 68,55 %, афроамериканцы — 10,94 %, коренные американцы (индейцы) — 14,96 %, азиаты — 0,16 %, гавайцы — 0,02 %, представители других рас — 0,48 %, представители двух или более рас — 4,90 %. Испаноязычные составляли 1,60 % населения независимо от расы.
В составе 30,00 % из общего числа домашних хозяйств проживают дети в возрасте до 18 лет, 51,30 % домашних хозяйствпредставляют собой супружеские пары проживающие вместе, 14,40 % домашних хозяйств представляют собой одиноких женщин без супруга, 31,10 % домашних хозяйств] не имеют отношения к семьям, 28,30 % домашних хозяйств состоят из одного человека, 14,90 % домашних хозяйств состоят из престарелых (65 лет и старше), проживающих в одиночестве. Средний размер домашнего хозяйства составляет 2,43 человека, и средний размер семьи 2,96 человека.
Возрастной состав округа: 26,00 % моложе 18 лет, 7,80 % от 18 до 24, 24,70 % от 25 до 44, 24,10 % от 45 до 64 и 24,10 % от 65 и старше. Средний возраст жителя округа 39 лет. На каждые 100 женщин приходится 90,40 мужчин. На каждые 100 женщин старше 18 лет приходится 85,00 мужчин.
Средний доход на домохозяйство в округе составлял 22 743 USD, на семью — 28 331 USD. Среднестатистический заработок мужчины был 25 777 USD против 18 805 USD для женщины. Доход на душу населения составлял 12 296 USD. Около 20,40 % семей и 24,30 % общего населения находились ниже черты бедности, в том числе — 32,50 % молодёжи (тех, кому ещё не исполнилось 18 лет) и 21,70 % тех, кому было уже больше 65 лет.